# Orestia calabra
Orestia calabra es una especie de insecto coleóptero de la familia Chrysomelidae.
Fue descrita científicamente en 1909 por Heikertinger.